# Кемпа-Скурецька
Кемпа-Скурецька (пол. Kępa Skórecka) — село в Польщі, у гміні Маґнушев Козеницького повіту Мазовецького воєводства.
Населення — 186 осіб (2011).
У 1975-1998 роках село належало до Радомського воєводства.

## Демографія
Демографічна структура станом на 31 березня 2011 року:
|          | Загалом | Допрацездатний вік | Працездатний вік | Постпрацездатний вік |
| -------- | ------- | ------------------ | ---------------- | -------------------- |
| Чоловіки | 97      | 26                 | 60               | 11                   |
| Жінки    | 89      | 19                 | 50               | 20                   |
| Разом    | 186     | 45                 | 110              | 31                   |